# 미나미 고타
미나미 고타(일본어: 南 光太, 1979년 5월 1일 ~ )는 일본의 전 축구 선수이다.

## 구단 경력
과거 미토 홀리호크에서 활동하였다.